# 補城地
補城地，是台灣宜蘭縣冬山鄉的一個傳統地域名稱，位於該鄉東部偏北。相較於今日行政區，其範圍大致與補城村相近。

## 歷史
台灣清治末期，補城地地區為一街庄，稱為「補城地庄」，隸屬於羅東堡。該庄北與三堵庄為鄰，東邊北段與五十二甲庄為鄰，東邊南段及南邊東段與奇武荖庄為鄰，南邊西段為香員宅庄、冬瓜山庄，西邊為珍珠里簡庄。
1901年（日治明治三十四年）11月，廢縣廳改設二十廳，該庄隸屬於宜蘭廳，編入第十二區。1905年（明治三十八年）7月，第十二區改名「羅東區」。1909年（明治四十二年）10月，合併二十廳為十二廳，該庄仍隸屬於宜蘭廳。1920年（大正九年），廢十二廳改設五州二廳，該庄改制為「補城地」大字，隸屬於臺北州羅東郡冬山庄，大字下有「補城地」、「里腦」小字名。
戰後冬山庄改制為冬山鄉，隸屬於臺北縣，大字改制為村。1950年10月，北、基、宜分治，冬山鄉改隸屬於宜蘭縣。

## 聚落
本地區發展較早的聚落有上補城地、下補城地、里腦等，在日治期初期的官方地圖上已有記載。此外，本地區尚有頭堵聚落。

## 交通
國道5號又稱「北宜高速公路」，是橫跨台灣東西部的高速公路，大致以縱向轉北偏西—南偏東走向經過補城地地區中部。由該道路向北可前往五結、宜蘭、礁溪、頭城西南部、坪林、石碇、南港並止於國道3號南港系統交流道，向南偏東可前往蘇澳。
鄉道宜30線（成興路）是蚊子坑至成興的道路，大致以西南—東北走向轉西南西—東北東走向經過本地區南部邊界地帶。由該道路向西南經冬山市區轉西北西可前往太和、員山、鹿埔、阿里史並止於鄉道宜46線路口，向東北東可前往、奇武荖東北部、隆恩、成興與猴猴交界地帶、下清水西南部並止於省道台2線路口。